# Come Early Morning
Come Early Morning è un film del 2006 diretto da Joey Lauren Adams, al debutto come regista.